# Richard Lindskog
Richard Olof Lindskog, född 31 januari 1935 i Stockholm, är en svensk skådespelare, opera- och operettsångare (tenor).
Lindskog är utbildad vid Svea livgardes musikkår och Musikhögskolan i Stockholm. Han har framträtt i ett femtiotal olika roller vid flera olika teatrar i bland annat Sverige, Finland och Tyskland. Till operarollerna hör exempelvis Don José i Carmen, Macduff i Macbeth, Canio i Pajazzo och titelrollerna i Lohengrin, Parsifal och Tannhäuser. Han har medverkat i operetter som Tiggarstudenten, Cirkusprinsessan och Csardasfurstinnan.

## Filmografi
- 1963 – En vacker dag
- 1963 – Oh, Marie!
- 1963 – Det är hos mig han har varit
- 1997 – Skilda världar (TV-serie)

## Teater

### Roller i urval
| År        | Roll                             | Produktion                                                   | Regi            | Teater                  |
| --------- | -------------------------------- | ------------------------------------------------------------ | --------------- | ----------------------- |
| 1958–1959 | Erik Rosillon Teodorov Rodenberg | Värmlänningarna Glada änkan Toni från Wien                   |                 | Stora Teatern, Göteborg |
| 1962      | Alexander Jennings               | Tre valser Oscar Straus, Paul Knepler och Armin Robinson     | Ivo Cramér      | Oscarsteatern           |
| 1963–1964 | Hubert                           | Kyska Susanna                                                |                 | Riksteatern             |
| 1965      |                                  | Värdshuset den blaserade guldfisken Esse Björkman            | Lasse Krantz    | Boulevardteatern        |
| 1965      | Rosillon                         | Glada änkan                                                  |                 | Oscarsteatern           |
| 1965      | Herre I En sjöman                | Isabella (Isabella, tre caravelle e un cacciaballe) Dario Fo | Frank Sundström | Stockholms stadsteater  |